# بكورية كتانية الأوراق
البكورية الكتانية الأوراق نوع نباتي يتبع جنس البكورية من الفصيلة النجمية.